# ǂKxʼauǁʼein
ǂKxʼauǁʼein, även ǂKxʼauǁʼei, ǁAuǁei, ǁXʼauǁʼe, Auen, Kaukau, Koko, Kung-Gobabis, är ett khoisanspråk med 7000 talare, varav 4000 i Namibia och 3000 i Botswana (2006).